# Arabische Allianz für Freiheit und Demokratie
Die Arabische Allianz für Freiheit und Demokratie (AAFD, arabisch التحالف العربي للحرية والديمقراطية) ist ein Netzwerk liberaler politischer Parteien, Organisationen und Aktivisten aus arabischen Staaten.
Sie wurde 2008 in Kairo unter dem Namen Netzwerk Arabischer Liberaler (NAL) gegründet. Wael Nawara von der ägyptischen al-Ghad-Partei wurde zu ihrem ersten Präsidenten gewählt. Das Netzwerk erhielt im Jahre 2011 ihren heutigen Namen – als Reaktion auf die negative Konnotation, die die Bezeichnung ‚liberal‘ in einigen arabischen Ländern hat.
Das Netzwerk ist mit der weltweiten Liberalen Internationalen verbunden. Es erhält Unterstützung von der europäischen Partei Allianz der Liberalen und Demokraten für Europa und der deutschen Friedrich-Naumann-Stiftung.

## Mitglieder
Politische Parteien
 Ägypten
- Demokratische Frontpartei
- Partei der Freien Ägypter
- Morgen-Partei der Revolution (übernahm die Mitgliederschaft von der al-Ghad-Partei)

 Libanon
- National-Liberale Partei
- Zukunftsbewegung

 Marokko
- Volksbewegung
- Konstitutionelle Union

 Tunesien
- Afek Tounes

Organisationen und Einzelpersonen
 Jordanien
- Free Thought Forum
- Mohamed Arslan, ehemaliger Parlamentsabgeordneter

 Palästina
- Freedom Forum